# Liste von Science Centern in den Vereinigten Staaten
Dies ist eine Liste von Science Centern in den Vereinigten Staaten von Amerika. Weitere Länder finden sich in der Liste von Science Centern.
| Name                                                                          | Ort, Bundesstaat              | Art                                                          | Bemerkungen |
| ----------------------------------------------------------------------------- | ----------------------------- | ------------------------------------------------------------ | ----------- |
| A. E. Seaman Mineral Museum                                                   | Houghton, Michigan            | Naturgeschichte                                              |             |
| Museum of Science and Industry                                                | Chicago                       | Science museum                                               |             |
| National Museum of Natural History                                            | Washington, D.C.              | Naturgeschichte                                              |             |
| Adventure Science Center                                                      | Nashville, Tennessee          |                                                              | Website     |
| Alabama Museum of Health Sciences at University of Alabama at Birmingham      | Birmingham, Alabama           | Medizin                                                      | Bibliothek  |
| American Computer Museum                                                      | Bozeman, Montana              | Computer                                                     |             |
| American Museum of Radio and Electricity                                      | Bellingham, Washington        | Funktechnik                                                  |             |
| American Museum of Science and Energy                                         | Oak Ridge, Tennessee          | Kernenergie                                                  |             |
| Ann Arbor Hands-On Museum                                                     | Ann Arbor, Michigan           |                                                              |             |
| Arizona Science Center                                                        | Phoenix, Arizona              |                                                              | Website     |
| Arkansas Museum of Discovery                                                  | Little Rock, Arkansas         | Naturgeschichte                                              |             |
| Mid America Science Museum                                                    | Hot Springs, Arkansas         |                                                              | Website     |
| Barren River Imaginative Museum of Science                                    | Bowling Green, Kentucky       |                                                              | Website     |
| Bergen Museum of Art & Science                                                | Paramus, New Jersey           |                                                              | Website     |
| Bernice P. Bishop Museum                                                      | Honolulu, Hawaii              |                                                              |             |
| Birds of Vermont Museum                                                       | Huntington, Vermont           |                                                              | Website     |
| Boonshoft Museum of Discovery                                                 | Dayton, Ohio                  |                                                              | website     |
| Bradbury Science Museum                                                       | Los Alamos, New Mexico        |                                                              |             |
| Buffalo Museum of Science                                                     | Buffalo, New York             |                                                              |             |
| California Academy of Sciences                                                | San Francisco, Kalifornien    | Naturgeschichte, Planetarium, Regenwald                      | Website     |
| California Science Center                                                     | Los Angeles, Kalifornien      |                                                              |             |
| Carnegie Science Center                                                       | Pittsburgh, Pennsylvania      |                                                              |             |
| Catawba Science Center                                                        | Hickory, North Carolina       |                                                              | Website     |
| Center for Cryptologic History                                                | Fort Meade, Maryland          |                                                              | Website     |
| Children’s Museum & Science Center                                            | Rocky Mount, North Carolina   |                                                              | Website     |
| Children’s Museum of Science and Technology                                   | Utica, New York               |                                                              | Website     |
| Cincinnati Museum Center at Union Terminal                                    | Cincinnati, Ohio              |                                                              | Website     |
| Coca-Cola Space Science Center                                                | Columbus, Georgia             |                                                              | Website     |
| Columbia River Exhibition of History, Science, and Technology                 | Richland, Washington          |                                                              |             |
| Computer History Museum                                                       | Mountain View, Kalifornien    | Computer                                                     |             |
| Connecticut Science Center                                                    | Hartford, Connecticut         |                                                              | Website     |
| COSI Columbus                                                                 | Columbus, Ohio                |                                                              |             |
| Cranbrook Institute of Science                                                | Bloomfield Hills, Michigan    |                                                              | Website     |
| Da Vinci Science Center                                                       | Allentown, Pennsylvania       |                                                              | Website     |
| Denver Museum of Nature and Science                                           | Denver, Colorado              |                                                              |             |
| New Detroit Science Center                                                    | Detroit, Michigan             |                                                              |             |
| DigiBarn Computer Museum                                                      | Boulder Creek, Kalifornien    | Computer                                                     |             |
| Discovery Center of Idaho                                                     | Boise, Idaho                  |                                                              |             |
| Discovery Museum and Planetarium                                              | Bridgeport, Connecticut       | Planetarium                                                  |             |
| Discovery Museums                                                             | Acton, Massachusetts          |                                                              | Website     |
| Discovery Place                                                               | Charlotte, North Carolina     |                                                              |             |
| Discovery Science Center                                                      | Santa Ana, Kalifornien        |                                                              |             |
| Discovery Science Place                                                       | Tyler, Texas                  |                                                              | Website     |
| Discovery World at Pier Wisconsin                                             | Milwaukee, Wisconsin          |                                                              |             |
| Dittrick Museum of Medizin History                                            | Cleveland, Ohio               | Medizin                                                      |             |
| Don Harrington Discovery Center                                               | Amarillo, Texas               |                                                              |             |
| Eastern Arizona College Discovery Park Campus                                 | Safford, Arizona              |                                                              | Website     |
| East Kentucky Science Center                                                  | Prestonsburg, Kentucky        |                                                              | Website     |
| ECHO Lake Aquarium and Science Center                                         | Burlington, Vermont           | Naturgeschichte                                              | Website     |
| EcoTarium                                                                     | Worcester, Massachusetts      |                                                              |             |
| Eli Whitney Museum                                                            | Hamden, Connecticut           |                                                              |             |
| ¡Explora! Science Center and Children’s Museum                                | Albuquerque, New Mexico       |                                                              |             |
| Exploration Place                                                             | Wichita, Kansas               |                                                              |             |
| Exploratorium                                                                 | San Francisco, Kalifornien    |                                                              |             |
| Explorit                                                                      | Davis, Kalifornien            |                                                              | Website     |
| Fernbank Science Center                                                       | Atlanta, Georgia              |                                                              |             |
| Flandrau Science Center                                                       | Tucson, Arizona               |                                                              | Website     |
| Fort Discovery                                                                | Augusta, Georgia              |                                                              |             |
| Fort Worth Museum of Science and History                                      | Fort Worth, Texas             |                                                              |             |
| Franklin Institute                                                            | Philadelphia, Pennsylvania    |                                                              |             |
| Fresno Metropolitan Museum of Art and Science                                 | Fresno, Kalifornien           |                                                              |             |
| Gheens Science Hall and Rauch Planetarium at the University of Louisville     | Louisville, Kentucky          |                                                              | Website     |
| Goddard Space Flight Center Visitor Center                                    | Greenbelt, Maryland           | Raumfahrt                                                    |             |
| Goudreau Museum of Mathematics in Art and Science                             | New Hyde Park, New York       | Mathematik                                                   | Website     |
| Great Lakes Science Center                                                    | Cleveland, Ohio               |                                                              |             |
| Gulf Coast Exploreum                                                          | Mobile, Alabama               |                                                              |             |
| Gwinnett Environmental & Heritage Center                                      | Buford, Georgia               |                                                              | Website     |
| Hagley Museum and Library                                                     | Wilmington, Delaware          |                                                              |             |
| Headwaters Science Center                                                     | Bemidji, Minnesota            |                                                              | Website     |
| Health Adventure                                                              | Asheville, North Carolina     |                                                              | Website     |
| The Health Museum                                                             | Houston, Texas                | Medizin                                                      | Website     |
| Historical Electronics Museum                                                 | Linthicum, Maryland           |                                                              |             |
| Houston Museum of Natural Science                                             | Houston, Texas                |                                                              |             |
| Hudson River Museum                                                           | Yonkers, New York             | Biologie, Ökologie, Geologie, Kunst, Geschichte, Planetarium | Website     |
| Imagination Station Science Museum                                            | Wilson, North Carolina        |                                                              |             |
| Impression 5 Science Center                                                   | Lansing, Michigan             |                                                              | Website     |
| Infoage Science/History Learning Center                                       | Wall Township, New Jersey     |                                                              |             |
| Invent Now: National Inventors Hall of Fame                                   | Akron, Ohio                   |                                                              | Website     |
| Kalamazoo Valley Museum                                                       | Kalamazoo, Michigan           |                                                              |             |
| Kansas Cosmosphere and Space Center                                           | Hutchinson, Kansas            |                                                              |             |
| Kirby Science Discovery Center at Washington Pavilion of Arts & Science       | Sioux Falls, South Dakota     |                                                              | Website     |
| Lake Erie Nature & Science Center                                             | Bay Village, Ohio             |                                                              | Website     |
| Lawrence Hall of Science                                                      | Berkeley, Kalifornien         |                                                              |             |
| Lederman Science Center at Fermilab                                           | Fermilab, Batavia, Illinois   |                                                              | Website     |
| Liberty Science Center                                                        | Jersey City, New Jersey       |                                                              |             |
| Long Island Science Center                                                    | Riverhead, New York           |                                                              | Website     |
| Louisville Science Center                                                     | Louisville, Kentucky          |                                                              |             |
| Louisiana Art & Science Museum                                                | Baton Rouge, Louisiana        |                                                              | Website     |
| Marian Koshland Science Museum                                                | Washington, D.C.              |                                                              |             |
| The Mary Brogan Museum of Art and Science                                     | Tallahassee, Florida          |                                                              |             |
| Maryland Science Center                                                       | Baltimore, Maryland           |                                                              |             |
| Miami Science Museum                                                          | Miami, Florida                |                                                              |             |
| McWane Science Center                                                         | Birmingham, Alabama           |                                                              |             |
| MIT Museum                                                                    | Cambridge, Massachusetts      |                                                              |             |
| Mobius                                                                        | Spokane, Washington           |                                                              | Website     |
| Montshire Museum of Science                                                   | Norwich, Vermont              |                                                              |             |
| Morehead Planetarium and Science Center                                       | Chapel Hill, North Carolina   |                                                              |             |
| Museum of Arts and Sciences (Macon)                                           | Macon, Georgia                |                                                              |             |
| Museum of Discovery and Science                                               | Fort Lauderdale, Florida      |                                                              |             |
| Museum of the Earth                                                           | Ithaca, New York              |                                                              | Website     |
| Museum of Nature & Science                                                    | Dallas, Texas                 |                                                              | Website     |
| Museum of Science and Industry (Tampa)                                        | Tampa, Florida                |                                                              |             |
| Museum of Science                                                             | Boston, Massachusetts         |                                                              |             |
| National Air and Space Museum                                                 | Washington, D.C.              | Raumfahrt                                                    |             |
| National Cryptologic Museum                                                   | Fort Meade, Maryland          |                                                              |             |
| National Museum of Health and Medicine                                        | Washington, D.C.              | Medizin                                                      |             |
| National Museum of Dentistry                                                  | Baltimore, Maryland           | Medizin                                                      |             |
| Natural Science Center of Greensboro                                          | Greensboro, North Carolina    |                                                              | Website     |
| Neuseway Nature Park                                                          | Kinston, North Carolina       |                                                              | Website     |
| New Mexico Museum of Natural History and Science                              | Albuquerque, New Mexico       |                                                              |             |
| New York Hall of Science                                                      | Queens, New York              |                                                              |             |
| Niagara Science Museum                                                        | Niagara Falls, New York       | Museum für wissenschaftliche Geräte                          | Website     |
| North Carolina Museum of Life and Science                                     | Durham, North Carolina        |                                                              |             |
| Northern Maine Museum of Science at University of Maine                       | Presque Isle, Maine           |                                                              | Website     |
| Tellus: Northwest Georgia Science Museum                                      | Cartersville, Georgia         |                                                              | Website     |
| Omniplex Science Museum                                                       | Oklahoma City, Oklahoma       |                                                              |             |
| Oregon Museum of Science and Industry                                         | Portland, Oregon              |                                                              |             |
| Orlando Science Center                                                        | Orlando, Florida              |                                                              |             |
| Owensboro Museum of Science & History                                         | Owensboro, Kentucky           |                                                              | Website     |
| Pacific Science Center                                                        | Seattle, Washington           |                                                              | Website     |
| Reuben H. Fleet Science Center                                                | San Diego, Kalifornien        |                                                              |             |
| Rhode Island Computer Museum                                                  | North Kingstown, Rhode Island | Computer                                                     |             |
| Robert A. Paselk Scientific Instrument Museum at Humboldt State University    | Arcata, Kalifornien           |                                                              | Website     |
| Rochester Museum and Science Center                                           | Rochester, New York           |                                                              |             |
| Roper Mountain Science Center                                                 | Greenville, South Carolina    |                                                              |             |
| Science Center of Iowa                                                        | Des Moines, Iowa              |                                                              | Website     |
| Science Center of Pinellas                                                    | Saint Petersburg, Florida     |                                                              |             |
| Sciencenter                                                                   | Ithaca, New York              |                                                              | Website     |
| Science Central                                                               | Fort Wayne, Indiana           |                                                              | Website     |
| Science City in Union Station                                                 | Kansas City, Kansas           |                                                              | Website     |
| Science Museum of Long Island                                                 | Long Island, New York         |                                                              | Website     |
| Science Museum of Minnesota                                                   | Saint Paul, Minnesota         |                                                              |             |
| Science Museum of Virginia                                                    | Richmond, Virginia            |                                                              |             |
| Science Museum of Western Virginia                                            | Roanoke, Virginia             |                                                              | Website     |
| Science Spectrum                                                              | Lubbock, Texas                |                                                              |             |
| Sci-Port Discovery Center                                                     | Shreveport, Louisiana         |                                                              | Website     |
| Scitech                                                                       | Watertown, New York           |                                                              | Website     |
| SciTech Hands-On Museum                                                       | Aurora, Illinois              |                                                              | Website     |
| SciWorks                                                                      | Winston-Salem, North Carolina |                                                              |             |
| ScienceWorks                                                                  | Ashland, Oregon               |                                                              |             |
| Sci-Quest                                                                     | Huntsville, Alabama           |                                                              | Website     |
| Shenandoah Valley Discovery Museum                                            | Winchester, Virginia          |                                                              | Website     |
| SEE Science Center                                                            | Manchester, New Hampshire     |                                                              | Website     |
| South Florida Science Museum                                                  | West Palm Beach, Florida      |                                                              |             |
| South Dakota Discovery Center & Aquarium                                      | Pierre, South Dakota          |                                                              | Website     |
| Spartanburg Science Center                                                    | Spartanburg, South Carolina   |                                                              | Website     |
| Springfield Science Museum                                                    | Springfield, Massachusetts    |                                                              | Website     |
| Stafford Air & Space Museum                                                   | Weatherford, Oklahoma         |                                                              | Website     |
| Staten Island Children’s Museum                                               | Staaten Island, New York      |                                                              | Website     |
| St. Louis Science Center                                                      | St. Louis, Missouri           |                                                              |             |
| Tech Museum of Innovation                                                     | San José, Kalifornien         |                                                              |             |
| Tulsa Air and Space Museum                                                    | Tulsa, Oklahoma               | Aerospace                                                    |             |
| UVa Computer Museum at the University of Virginia                             | Charlottesville, Virginia     | Computer                                                     | Website     |
| United States Army Medizin Department Museum                                  | San Antonio, Texas            | Medizin                                                      |             |
| Warren Anatomical Museum                                                      | Boston, Massachusetts         | Medizin                                                      |             |
| Whitaker Center for Science and the Arts: Harsco Science Center               | Harrisburg, Pennsylvania      |                                                              |             |
| William McKinley Presidential Library & Museum of History, Science & Industry | Canton, Ohio                  |                                                              | Website     |